# سیارک ۱۳۱۱۱
سیارک ۱۳۱۱۱ (به انگلیسی: 13111 Papacosmas، نامگذاری:1993OW1) سیزده هزار و صد و یازدهمین سیارک کشف شده‌است که در ۲۳ ژوئیه ۱۹۹۳ کشف شد.
قدر مطلق سیارک برابر ۱۴٫۳۰ است.